# Irene Cruz
Irene Cruz (Madrid, 1987) es una fotógrafa, directora de fotografía y artista de vídeo española. Dedicada a la fotografía artística, además del vídeoarte, el cine como directora de fotografía y la enseñanza. 

## Formación
Se graduó en la Universidad Complutense de Madrid obteniendo dos licenciaturas, una en Relaciones Publicitarias y Públicas, y otra en Comunicación Audiovisual. Posteriormente completó su formación en el Centro Internacional de Fotografía y Cine EFTI, donde obtuvo un máster internacional especializado en Fotografía Conceptual y Creación Artística en 2011. En 2013, mediante una beca, tomó un curso especializado en cinematografía narrativa, (dirección de fotografía cinematográfica) en el mismo centro.

## Trayectoria profesional
Después de concluir sus estudios, Irene Cruz empezó su carrera profesional como fotógrafa, siendo la luz un factor muy importante en su trabajo. Posteriormente empezó a trabajar con el vídeo en la misma línea y similar estilo que sus fotografías. En 2017, dirigió su primer largometraje como directora de fotografía "Diana", dicho trabajo se estrenó en el Festival de Cine de Málaga 2018, y luego fue exhibido en varios festivales en España, Alemania, EE .UU., Polonia, etc.
Cruz también ha participado en varias ferias de arte contemporáneo, como ARCO o Madrid de Arte, Posiciones (Berlín), Arte Basel, Foto Basel. En abril de 2017 fue la artista invitada del Festival de Fotografía La Quatrieme Imagenen París y en Photoespaña en Madrid.
Fue profesora en centros especializados como la Escuela de fotografía de Madrid EFTI, Arte von Frei, FotoKlubKollektiv o Unicornio (Berlín), Fiftydots o en el estudio de grabación de Barcelona ACLAM, en la  Freie Universitäte n Berlín o en University of the Arts, UAL en Londres.
Entre sus mentores, destaca la fotógrafa española Isabel Muñoz, de la cual fue su ayudante en 2018-2019, en uno de sus viajes a Japón; el profesor de la Universidad Complutense de Madrid Eduardo Rodríguez Merchán, y el artista Venancio Blanco..
Desde diciembre de 2019, forma parte  de la asociación nacional AEC (Asociación española de Directores de Fotografía) y CIMA (Asociación de Mujeres Filmmakers y Medios Audiovisuales) y en Berlín forma parte de la organización de Stammtisch Mujeres en la Berlina de Cine así como miembro activo del colectivo La Berlina+ de Red de Película de Mujeres. Directora de Fotografía, además de "Diana" (Ficción, Alejo Moreno, 2018). También hizo varios videoclips para campañas publicitarias y documentales cortos.

## Exposiciones (selección)
Sus trabajos fueron presentados en festivales, ferias y también, exposiciones  individuales y colectivas como en el Palais de Tokyo de París, el Círculo de Bellas Artes de Madrid o el Palacio de Cibeles (Madrid, España), El KunstHalle o el Deutsche Oper (Berlín), Espacio de Arte del Proyecto (Nueva York), Museo de la Universidad de Alicante (MUA) (Alicante, España) o Da2 (Salamanca, España).
En 2021 presentó su exposición individual  en el Centro de Arte CEART, Centro de Arte Tomás y Valiente de Fuenlabrada de la Comunidad de Madrid. Esta exposición se componía de unas treinta obras en las que la artista mezclaba el lenguaje fotográfico con la pintura. También se incluyen dos piezas de videoarte, una de ellas con música compuesta por la misma artista.

## Premios
- Accésit De Fototalentos del Fundación Banco Santander[22] en 2010.
- Segundo Premio para Fotografía AENA Fundación.[23]
- Primer premio en el II CFC ‐ Concurso de Fotografía del Iberdrola en 2014.[24][25]
- Pieza de Arte de Vídeo mejor de 2014 por la plataforma internacional Elmur.net.[26]
- Emergiendo artista con proyección más internacional por el jurado especializado de Por qué encima Blanco.[27][28]